# Rudolf Krčil
Rudolf Krčil (Trnovany (Áustria-Hungria), 5 de março de 1906 - 3 de abril de 1981) foi um futebolista checo que atuava como meio-campo.

## Carreira
Rudolf Krčil fez parte do elenco da Seleção Checoslovaca de Futebol, na Copa de 1934, atuando em três partidas. 

## Títulos
- Copa do Mundo: Vice - 1934